# 1902 a jogalkotásban
1902-ben az alábbi jogszabályokat alkották meg:

## Magyarország

### Törvények
- 1902. évi I. törvénycikk Az 1889. évi VI. törvénycikk 14., valamint az 1890. évi V. törvénycikk 3. § rendelkezésének, illetőleg a közös hadsereg és hadi tengerészet, valamint a honvédség számára megállapított ujonczjutalék mennyiségének az 1902. év végéig való fentartása tárgyában
- 1902. évi II. törvénycikk Az 1902. évben kiállitandó ujonczok megajánlásáról
- 1902. évi III. törvénycikk A vármegyék pénztári és számvevőségi teendőinek ellátásáról
- 1902. évi IV. törvénycikk A pápa-bánhidai helyi érdekü vasut engedélyezése tárgyában
- 1902. évi V. törvénycikk Némely államadósság beváltásáról
- 1902. évi VI. törvénycikk Az 1902. év első négy hónapjában viselendő közterhekről és fedezendő állami kiadásokról szóló 1901. évi XXVIII. törvénycikk hatályának az 1902. évi junius végéig való kiterjesztéséről
- 1902. évi VII. törvénycikk A vármegyék közigazgatás, árva- és gyámhatósági kiadásainak fedezésére szükséges 522,437 korona 77 fillér póthitel tárgyában
- 1902. évi VIII. törvénycikk A csorbatói birtoknak az államkincstár részére történt megvásárlásának jóváhagyásáról és az ezen vásárlásból fölmerülő költségeknek, állami birtokok eladása útján, történő fedezéséről
- 1902. évi IX. törvénycikk A dunántuli helyi érdekü vasut-részvénytársaság tulajdonát képező vasutvonalak építésére és üzletére kiadott engedélyokiratok egyesitése és e vasutvonalak szállitási adómentességének a zalavölgyi helyi érdekü vasut szállítási adómentességének egységes időtartamban való megállapitása tárgyában
- 1902. évi X. törvénycikk Kereskedelmi viszonyainknak Mexikóval való ideiglenes rendelkezéséről
- 1902. évi XI. törvénycikk A román királysággal Bukaresztben 1901. évi junius 14/27-én a közönséges büntettesek kölcsönös kiadása iránt kötött államszerződés beczikkelyezése tárgyában
- 1902. évi XII. törvénycikk   Az 1902. évi állami költségvetésről
- 1902. évi XIII. törvénycikk A Szarajevótól a Lim völgyében az Uvac melletti Sandzak határig és Visegrádtól elágazólag a Rzava völgyében a Vardiste melletti szerb határig, továbbá a Samactól Dobojig és Bugojnótól Arzanóig vezetendő vasutvonalak épitéséről
- 1902. évi XIV. törvénycikk A gazdasági munkás- és cselédsegélypénztárról szóló 1900:XVI. tc. kiegészitéséről
- 1902. évi XV. törvénycikk  Az 1893. évi IV. törvénycikk 14. §-ának kiegészitéséről
- 1902. évi XVI. törvénycikk Az 1899. évi közösügyi zárszámadásra alapitott végleges leszámolás szerint Magyarország terhére mutatkozó tartozás fedezéséről, továbbá az 1897., 1900. és 1901. évi közösügyi kiadásokra Magyarország által pótlólag fizetendő összegekről
- 1902. évi XVII. törvénycikk A kir. József-müegyetem állandó elhelyezésére szolgáló állami épületek létesitéséről
- 1902. évi XVIII. törvénycikk Nagy-Britannia és Irhon egyesült királysággal 1873. évi deczember hó 3-án a közönséges büntettesek kölcsönös kiadatása iránt kötött államszerződés XI. czikkének módositásáról 1901. évi junius hó 26-án kiállitott pótnyilatkozat beczikkelyezése tárgyában
- 1902. évi XIX. törvénycikk A népfölkelés teljes felfegyverzéséhez szükséges ismétlő fegyverek beszerzéséről
- 1902. évi XX. törvénycikk A hódmezővásárhely-makó-nagyszentmiklósi helyi érdekü gőzmozdonyu vasut engedélyezése tárgyában
- 1902. évi XXI. törvénycikk A budapest-esztergom-füzitői helyi érdekü vasut részvénytársaság tulajdonát képező vasutvonalak épitésére és üzletére kiadott engedélyokiratok és engedélyokirati függelékek egyesitésével, valamint a helyi érdekü vasuton szükséges beruházások fedezéséről
- 1902. évi XXII. törvénycikk A Bega csatornának a temes-begavölgyi vizszabályozó társulat ármentesitése érdekében is szükséges rendezéséről
- 1902. évi XXIII. törvénycikk  Az állami számvevőszék szervezetére vonatkozó 1880:LXVI. és 1893:XXX. törvénycikkek módositásáról
- 1902. évi XXIV. törvénycikk Az 1903. év első négy hónapjában viselendő közterhekről és fedezendő állami kiadásokról
- 1902. évi XXV. törvénycikk A Magyarország és Horvát-Szlavon-Dalmátországok között létrejött pénzügyi egyezmény beczikkelyezéséről szóló 1889:XL. tc. hatályának ujabbi meghosszabitásáról